# Сэвидж, Тива
Тиватопе Омолара Сэвидж (англ. Tiwatope Omolara Savage; род. 5 февраля 1980 года, Остров Лагос, Лагос, Нигерия), более известная как Тива Сэвидж — нигерийская певица, автор песен и актриса. Сэвидж поёт на английском, нигерийском пиджине и йоруба; её музыка представляет собой смесь афробита, R&B, афропопа, поп-музыки и хип-хопа. Вклад Сэвидж в нигерийскую музыкальную индустрию принёс ей несколько достижений.
Родившись в Исале Эко, она переехала в Лондон в возрасте 11 лет для получения среднего образования. Пять лет спустя она начала свою музыкальную карьеру, делая бэк-вокал для таких артистов, как Джордж Майкл и Мэри Джей Блайдж. После участия в британском выпуске The X Factor и окончания музыкального колледжа Беркли, Сэвидж подписала издательский контракт с Sony/ATV Music Publishing в 2009 году. Вдохновленная ростом нигерийской музыкальной индустрии, Сэвидж вернулась в Нигерию и подписала контракт с Mavin Records в 2012 году. Она появилась на сборнике лейбла 2012 года Solar Plexus. 
Её дебютный студийный альбом Once Upon a Time был выпущен 3 июля 2013 года. Он был поддержан семью синглами: «Kele Kele Love», «Love Me (3x)», «Without My Heart», «Ife Wa Gbona», «Folarin», «Olorun Mi» и «Eminado». Альбом был номинирован на премию Nigeria Entertainment Awards 2014 в категории «Лучший альбом года» и на премию The Headies 2014 в категории «Лучший R&B/Pop альбом». 19 декабря 2015 года Сэвидж выпустила свой второй студийный альбом R.E.D., в который вошли синглы «My Darlin» и «Standing Ovation». Треки «All Over» и «Ma Lo» стали синглами с дебютного мини-альбома Сэвидж из шести треков Sugarcane, который был выпущен в сентябре 2017 года. R.E.D. и Sugarcane были номинированы на премию Nigeria Entertainment Awards в категории «Лучший альбом».
В ноябре 2018 года Сэвидж выиграла премию MTV Europe Music Awards 2018 в номинации «Лучший африканский исполнитель», став первой женщиной, победившей в этой категории. В мае 2019 года она объявила о своём контракте с Universal Music Group и выходе из Mavin Records. Третий студийный альбом Сэвидж Celia, выпущенный в августе 2020 года, содержал синглы «Attention», «Dangerous Love», «Koroba» и «Temptation». Её второй мини-альбом Water & Garri, сочетающий афробит с проникновенным R&B, был выпущен 20 августа 2021 года. В марте 2022 года Сэвидж объявила о североамериканском туре Water & Garri в поддержку мини-альбома.
В 2025 году Тива Сэвидж сотрудничала с британским певцом Крейгом Дэвидом над песней «Commitment», вошедшей в одноимённый альбом Дэвида, который выйдет 8 августа этого года.

## Личная жизнь
Сэвидж была замужем за Тунджи «Ти Биллз» Балогун. 23 ноября 2013 года пара провела свою традиционную свадьбу в Ковчеге в Лекки. Белая свадьба пары состоялась 26 апреля 2014 года в отеле Armani в Дубае. 1 января 2015 года Сэвидж и Балогун объявили, что ждут своего первого ребенка.  Шесть месяцев спустя Сэвидж родила сына. 28 апреля 2016 года Балогун обвинил свою жену в неверности, а свою тещу в колдовстве. В 45-минутном интервью, проведенном газетой This Day и Pulse Nigeria, Сэвидж подробно прокомментировала длинные посты мужа в социальных сетях относительно их брака. Она развенчала обвинения мужа в неверности и обвинила его в финансовой безрассудности, наркомании и отказе от своих жен. She said her marriage to him was over. Она сказала, что её брак с ним закончился.
19 июля 2021 года Сэвидж потеряла отца из-за неизвестной болезни.

### Конфликт с Сейи Шэй и слиток видео
8 июня 2021 года сообщалось, что Сэвидж вступила в словесную перепалку с Сейи Шэй в салуне в Лекки, Лагос. В вирусном видео было видно, как Сэвидж возражает против приветствия Сейи Шэй, после чего последовал обмен словами и ругательствами между обеими артистками. По данным газеты Premium Times, Сейи Шэй записал дисс-трек в 2017 году, назвав Сэвидж несколькими уничижительными словами.
В октябре 2021 года Сэвидж рассказала Энджи Мартинес из Power 105.1, что её шантажировали из-за слитого видео, на котором она и её партнер занимаются сексом. Партнер Сэвидж случайно загрузил видео в Snapchat и почти сразу же удалил его. Однако кто-то заснял видео до того, как оно было удалено, и пригрозил опубликовать его, если не получит денежную компенсацию. Сэвидж отказалась давать этому человеку деньги и вместо этого решила публично рассказать об слитом видео, чтобы заявить о себе. Сэвидж вернулась к инциденту в сингле Asake 2022 года «Loaded», в котором она участвовала.

## Признание и влияние
Сэвидж вошла в список BBC 100 вдохновляющих и инновационных женщин 2017 года. Она также вошла в золотой список Women4Africa 2022. Такие артисты, как Айра Старр и Бреттина называли Сэвидж одним из своих ключевых музыкальных вдохновителей.

## Альбомы
Студийные альбомы
- Once Upon a Time (2013)
- R.E.D. (2015)
- Celia (2020)

Мини-альбомы
- Sugarcane (2017)
- Water & Garri (2021)

## Телевидение
| Television | Television               | Television   | Television      | Television    |
| Год        | Название                 | Роль         | Примечания      | Ref           |
| ---------- | ------------------------ | ------------ | --------------- | ------------- |
| 2013–14    | Shuga (сезон 3)          | Sade Banjo   | Supporting cast | [ 16 ] [ 17 ] |
| 2016       | Jenifa’s Diary (сезон 3) | Сама по себе | Cameo           |               |
| Plays      |                          |              |                 |               |
| Год        | Название                 | Роль         | Примечания      | Ref           |
| 2011       | For Colored Girls        | н/д          | Supporting cast | [ 18 ]        |